# Lover
Lover este al șaptelea album al cântăreței americane Taylor Swift, lansat pe 23 august 2019 prin Republic Records. Ca producător executiv, Taylor a co-produs fiecare piesă de pe album cu ajutorul lui Jack Antonoff, Louis Bell, Frank Dukes, și Joel Little.
Inspirat de conexiunile pe care Taylor le-a simțit în timpul turului său din 2018 („reputation Stadium Tour”), ea a vrut să creeze un album cu nuanțe deschise și tonuri mai fericite, în contrast drastic față de predecesorul ei reputation (2017). Proiectul combină sunete de synth-pop, electropop și pop-rock cu mici influențe country, funk și R&B, cu lirism concentrat pe teme multiple, atât viața personală a lui Taylor, cât și teme politice.